# یخچال طبیعی کردنر
یخچال طبیعی کردنر (به لاتین: Credner Glacier) یک یخچال طبیعی در تانزانیا است که در Mount Kilimanjaro, Tanzania واقع شده‌است.